# Acontias meleagris
Acontias meleagris (Капський безногий сцинк) — вид сцинкоподібних ящірок родини сцинкових (Scincidae). Ендемік Південно-Африканської Республіки.

## Опис
Капські безногі сцинки є одними з найбільших представників свого роду. Їх довжина (без врахування хвоста) становить 24-26 см, довжина хвоста хвіст — 4 см. Тіло струнке, трубкоподібне, забарвлення золотисто-коричневе, поцятковане чорними плямамками. Ці плями зливаються в поздовжні смуги. Як й у інших представників роду, кінцівки у капських безногих сцинків відсутні.

## Поширення і екологія
Капські безногі сцинки мешкають на південному заході Західнокапської провінції. Вони живуть на прибережних дюнах та в чагарникових заростях фінбошу, що ростуть на прибережних рівнинах та у внутрішніх долинах, на висоті до 1400 м над рівнем моря. Віддають перевагу піщаним ґрунтам, ведуть риючий спосіб життя. Живляться дрібними комахами та їх личинками, черв'яками, багатоніжками, равликами та іншими безхребетними. Є яйцеживородними, наприкінці літа народжують 3-4 дитинчати.